# 見えざるピンクのユニコーン

左後ろ足立ちの動物をかたどった紋章様式の「見えざるピンクのユニコーン」の肖像。

見えざるピンクのユニコーン（みえざるピンクのユニコーン、英: Invisible Pink Unicorn、インヴィジブル・ピンク・ユニコーン、略称：IPU）は、有神論を揶揄したパロディカルトにおける女神であり、「見えないのにピンク色」という逆説的なユニコーンの形をとっている。
その特徴は有神論の神性に関するいくつかの矛盾を皮肉っている点にあり、無神論者や他の宗教懐疑論者が使用する修辞的な主張として作られた。
例えば「あらゆる有神論の“神”という言葉を“見えざるピンクのユニコーン”に置き換える」といったように超自然的存在に対する信仰を恣意的に揶揄するのによく使われる。無神論のニュースグループ alt.atheism のFAQでは、見えざるピンクのユニコーンの用途についてまとめられている: 「そのポイントは、有神論者に、彼らが説論すればするほど、無神論者にはそれがすべてIPUに関する（無神論者の）論説が真実性と重要性を備えているように見られてしまうという愚かさを気づかせることにある。」
特に無神論者のウェブサイトやチャットで、ユーモアや有神論への批判あるいは風刺の形で彼女に対する信仰を装うといったようなことが行われ、知られるようになった。これら信仰の専門家達は人間の知覚外の現象への信仰を公言する事に反論する難しさを実証しようとしている。

## 歴史
IPUは、まずオンラインカルチャーを通じて注目されるようになったと考えられている。alt.atheismの他にも数多くの専門のウェブサイトでの議論の中でたびたび取り上げられているが、もっとも早いものは1990年7月7日にUsenetのalt.atheismに投稿されたものであることが知られている。他のIPUに関するソースは、彼女はalt.atheism上で「我々に啓示された」と述べている。
そのコンセプトは1994年から1995年にかけてISCA（en、Telnetベースの電子掲示板）上で大学生グループによりさらに発展した。学生たちは、数多くの見えざるピンクのユニコーンをベースとした、無意味な（それでいて内部的に首尾一貫した）宗旨の詳細に関する声明文を創った。以下のIPUに関する最も有名な引用は、その文書に由来する。
イーリーの声明はまた、IPUに関して、例えばレーズンパン（膨張する宇宙を指す）への愛情と失われた靴下との関係といったような、より奇抜な信条を詳しく説明した。イーリーは、いかなる宗教でも福音を記す者はすべての真実の力を持つ者であり、決して迫害を受ける者ではないという定説に従い、自身を信仰の「擁護者と代弁者の長」と名付け、他の司祭長と祭司を任命した。最初の司祭長には、上記引用を自身のUsenetでの署名に入れて世に広めることに貢献したナタリー・オーヴァーストリートが選ばれた。
もう一人のISCA BBSメンバー、ウェズ・シュレイダーは「極めてひそかなる栗色のペガサス教団」（Cult of the Very Stealthy Maroon Pegasus）を創立することにより宗教的分裂を企てたが、彼の革命は概して成功しなかった。
1996年、同じようなコンセプト（誰にも見えないユニコーン）が「キャンプ・クエスト」（Camp Quest、エドウィン・カギンとヘレン・カギンによりアメリカで創設された最初の児童向け自由思想サマーキャンプ）において一つの教材として採用された。それは後の2006年7月21日にシンシナティ・エンクワイヤラー紙で「キャンプ参加者は（神の隠喩として）想像上のユニコーンが存在しないことを証明しなければならない」と紹介された。リチャード・ドーキンスは著書『神は妄想である』の中で、その見えないユニコーンについて触れている。
2007年までには、IPUは無神論のシンボルとしてアンダーグラウンドで広まることとなった。

## 教義

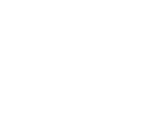
このイメージにはピンクのユニコーンが描かれているが、アルファチャンネルがユニコーンを透明にしている。それゆえ「見えざるピンクのユニコーン」の外観に近づいていることになる。何もないイメージは「見えざるピンクのユニコーン」の不可視性を強調するための描写としてユーモラスに提示された。

それが見えないがゆえに存在しない（あるいは実はピンク色ではない）ことを誰も証明できないということに着目し「見えざるピンクのユニコーン」について論じるところ、彼女はどこにでもいる。これは神に関する有神論者の主張のパロディーである − 宇宙の創造主としての神はその法則に支配されず、ゆえに物質的に見つけ出すことができないということはそれが存在するのかしないのかということに関して何も語らない（神を見つけ出そうとすることは、金属探知器を使って誰かの靴下の入った引き出しからユニコーンを探していると言っているようなものだ）。
「見えざるピンクのユニコーン」は神の特質に言及することと存在の証明ができないことの矛盾の例証である。彼女の2つの特質（不可視であることとピンク色であること）は矛盾しており、相容れない。これは一つの皮肉である。「目に見える特徴（例えば、色）を持ちながら見えない何か」というパラドックスには、いくつかの東アジア地域の文化が反映されている。そこでは「見えない赤い糸」で人と人とが運命を分かち合う、あるいは運命が結ばれていると言われる。
IPUと同様の考えは、過去に教示の題材として使用されている。カール・セーガンは著書『カール・セーガン 科学と悪霊を語る』（en）中の「ガレージの竜」において、誰かがガレージに住むと主張する、目に見えず、物質でできておらず、宙に浮いた、熱くない炎を吐く竜を例に用いている。
想定された竜は、目に見ることができないか、音を聞くことができないか、あるいはどんな形であれ感じることはできないし、足跡もまた残さない。我々にはこの存在するといわれている竜を信じる理由は無い。これは次のような疑問を提起する:「それを主張する者はどのようにしてそれが、例えば猫ではなく、竜だと知るのだろうか? さらに言えば、我々はどうやってIPUがピンクで、角が無いのでも3本なのでもなく1本なのだと知ることが出来るのだろうか?」
この見解はジュディス・ヘイズの著書のタイトルで示唆された − 『In God We Trust: But Which One?』（我々は神を信じる: しかし、どれを?）
IPUの「信奉者」の間では彼女の他の特質に関して、彼女は完全に見えないのか、ちょっとは見えるのか、もしかして（裸の王様のように）彼女を信じる者の目にのみ見えるのか、といった真面目ぶった論争がある。これらの論争のいくつかは非常に巧妙でひねくれており、多くの宗教の論争好きな性質と込み入った神学上の議論を風刺している。こうした事情にもかかわらず、時間が経つにつれ彼女の特質に関していくつかの合意が生み出され、同時にユーモラスで不条理なコンセンサスが広く得られた。例えば、程度の差はあるが彼女はハムとパイナップルのピザに目がないということで合意がなされた（何人かのベジタリアンは、IPUがベジタリアンであると主張し、ハムではなくマッシュルームでなければならないと異議を唱える）。パイナップルはともかく、彼女はペパローニが嫌いという点では一致をみた。合意のもう一つのポイントは、IPUは靴下を“携挙する”（rapture）ということで、靴下はいつもいつの間にかどこかへいってしまうという、他では説明のつかない性癖について明らかにしている。洗濯機から携挙された靴下は、IPUからの恩恵の“奇蹟”だとされている − あるいは、誰が求めたか、またはおそらくどの靴下が携挙されたかによってはそれは不興を買うということもありうる。
アブラハムの宗教における悪魔と同様に、見えざるピンクのユニコーンには紫のカキ（the Purple Oyster）という“敵対者”がいると言われる。

## 図像
見えざるピンクのユニコーンの仮象は一般にピンク色が薄れていくユニコーンかあるいは単に何も無いかのどちらかで表される。彼女を「見た」というイメージ（見えない存在が一応「見えた」ということで、平凡なイメージで示される）はジョークの一つとしても提示される。
alt.atheismの常連によって見えざるピンクのユニコーンのロゴが創られ、それをあしらったTシャツ、コーヒーカップ、その他雑貨などを購入することができる。これらアイテムを販売するあるウェブサイトは、これは無神論者が非無神論者を迫害することなくお互いの見分けがつくうまいやり方だと述べる。このことはIPUが無神論者（特にオンラインの場に集まる人々）の一種のエンブレムあるいはマスコットになったことを示唆している。

## 祝辞
おどけた会話の中で見えざるピンクのユニコーンの名前に祝辞をつけるとき、通常次のようなものが使用される: “Blessed Be Her Holy Hooves”（彼女の聖なる蹄に祝福あれ）、“Peace Be Unto Her”（彼女に安らぎあれ）あるいは“May Her Hooves Never Be Shod”（彼女の蹄に決して靴が履かせられませんように）など。これらはそれぞれ bbhhh、pbuh、あるいは mhhnbs と短縮される事もある。
これら（風刺することを意図した）祝辞は、預言者の名の後に祝辞をつける宗教上の慣習を想起する（有名なもので「ムハンマド（彼に平安あれ）」のような）。